# Dobrman
Dobrman (anglicky: Dobermann) je psí plemeno vyšlechtěné v Německu v 19. století za účelem obrany a hlídání pána. Je největší z pinčů. Dnes se používá jako služební pes a společník.

## Historie

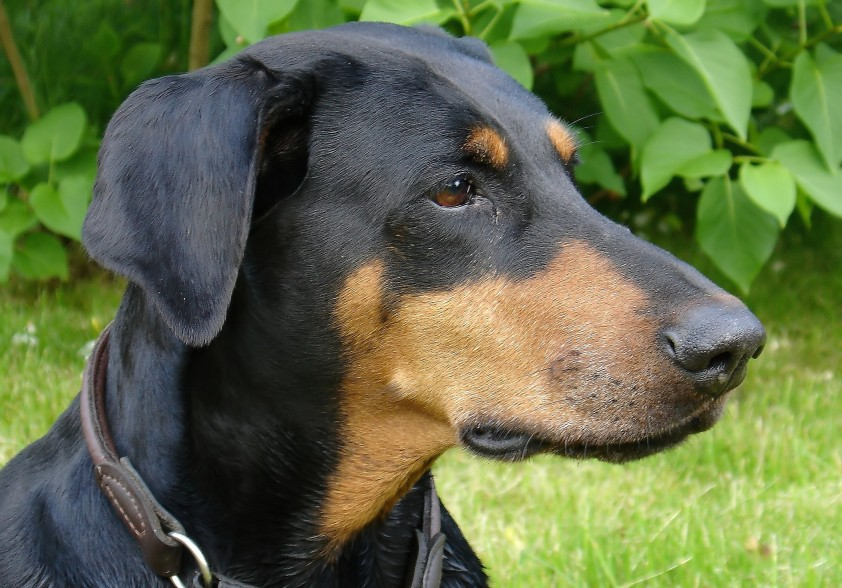
Dobrman s nekupírovanýma ušima

Dobrman byl účelně vyšlechtěn v 70. letech 19. století německým výběrčím daní Louisem Dobermannem, podle kterého je plemeno pojmenováno. Ten k jeho vyšlechtění pravděpodobně použil rotvajlera, německého pinče, anglického greyhounda, výmarského ohaře krátkosrstého a manchesterského teriéra, sám si ale o šlechtění žádné záznamy nevedl, proto není jasné, zda byla použita ještě nějaká plemena. Pes, kterého chtěl vytvořit měl být nebojácný, temperamentní a učenlivý. První zápis dobrmana do plemenné knihy se uskutečnil roku 1893 . První chovatelský klub v Německu ale nezaložil Dobermann, ale jeho nástupce Oto Göller, ten založil klub pod názvem Národní klub dobrmanských pinčů . Standard dobrmanů byl poprvé sepsán a schválen roku 1910.
Během 1. světové války bylo do Ameriky odvezeno velké množství dobrmanů a jen málo se jich vrátilo. Po jejím skončení zbylo ve světě jen málo dobrmanů. Plemeno se ale nakonec podařilo zachránit a po pár letech se stalo oblíbeným plemenem v celé Evropě. O tyto psy později projevily zájem i ozbrojené složky, takže dobrman společně s německý ovčákem a airedale teriérem se stali prvními služebními plemeny.
Za 2. světové války byli dobrmani hojně využívání v koncentračních táborech nebo přímo ve válce, kdy u nich byla rozvíjela agresivita a oblíbenost tohoto plemene u lidí se změnila v odpor k němu.
Dnes jsou dobrmani oblíbení psi na celém světě, nevyjímaje třeba Ameriku. Stále jsou hojně využívání jako služební psi.

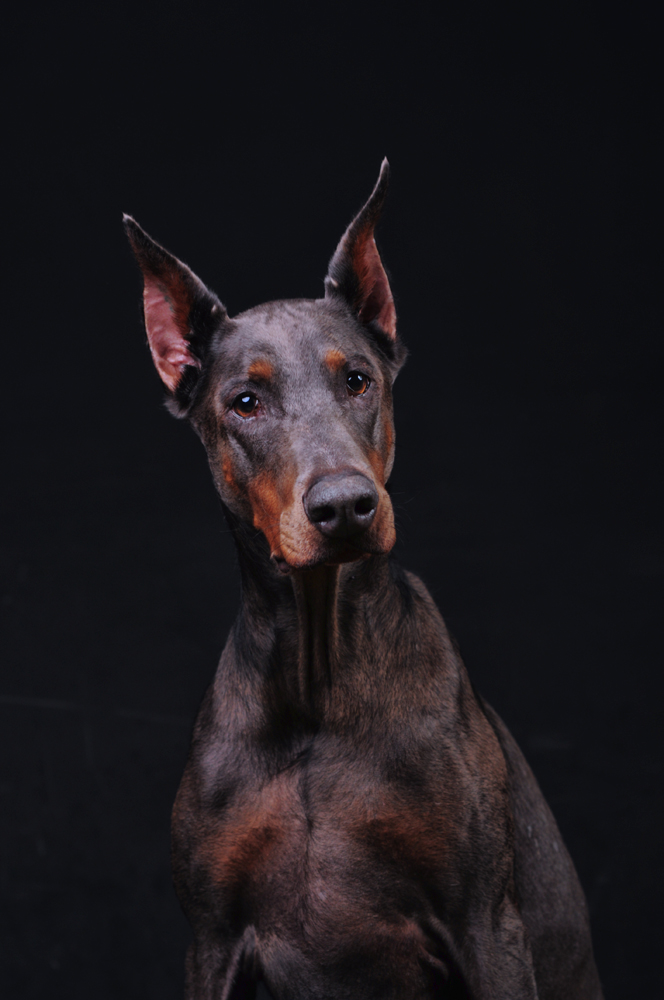
Modrý dobrman - Jezabel Od dvou lvů

## Stavba těla
Dobrman má velmi elegantní postavu – jeho krk je štíhlý, přitom ale velmi dobře osvalený, hlava je nesena vysoko. Hruď má dobrou šířku i hloubku. Dobrmanova srst je lesklá a hladká, tlapky jsou kompaktní a velmi stabilní, umožňující rychlý pohyb. Klasické zbarvení je black and tan (černý s hnědým pálením), dle standardu je i hnědé barvě s hnědým pálením. Vzácně se při křížení jedinců s nositelem daného genu objevuje i zbarvení modré, které je ale mimo standard FCI. V tomto zbarvení mají psi více genetických vad souvisejících například s kůží a srstí. V USA je modrý dobrman uznán. Uši a ocas dobrmanů byly dříve kupírovány, ale dnes je kupírování ilegální a dle FCI je tedy mimo standard plemene. Kupírovaní psi se již nesmí účastnit žádné oficiální akce.

## Chování a nároky dobrmana
Dobrman je inteligentní, vytrvalý, spolehlivý a temperamentní pes, překypující energií. Při náležité důslednosti se lehko vycvičí, pro svoji ovladatelnost a ostrost se dobrman řadí mezi služební plemena. Dobrman se v rodině chová velmi láskyplně, je těsně vázán na svého pána a nerad snáší samotu.
Tento energický pes potřebuje hodně volného pohybu. Jeho srst nevyžaduje zvláštní péči, dobře zvládá horké podnebí a lze ho chovat i ve městě. Nevýhodou krátké srsti je však náchylnost k nízkým teplotám, kvůli které není dobrman vhodný k celoročnímu pobytu venku (je to možné pouze v případě, že má pes k dispozici zateplenou boudu). U jedinců z nekontrolovaných vrhů se může objevit agresivita a kousání ze strachu nebo při špatném vedení nesnášenlivost vůči jiným rasám. U dobrmanů se často vyskytují problémy se srdcem, srdeční choroby a dysplazie kyčelního kloubu. Dožívá se v průměru 12 let, ale i dobrmani s vyšším věkem nejsou výjimkou.